# Tsukuba
Tsukuba (japanska: つくば市?, Tsukuba-shi) är en stad i Ibaraki prefektur i Japan. Staden fick stadsrättigheter 1987  och 
har sedan 2007 
status som speciell stad (japanska: 特例市?, Tokureishi) enligt lagen om lokalt självstyre.
I Tsukuba finns en partikelaccelerator som drivs av The High Energy Accelerator Research Organization (japanska: 高エネルギー加速器研究機構?, Kō Enerugī Kasokuki Kenkyū Kikō), även känt som KEK.
Världsutställningen Expo '85 hölls i Tsukuba.